# Macomona liliana
Macomona liliana is een tweekleppigensoort uit de familie van de Tellinidae. De wetenschappelijke naam van de soort is voor het eerst geldig gepubliceerd in 1915 door Tom Iredale en de soortnaam is een eerbetoon aan zijn latere echtgenote Lilian Marguerite Medland.